# مبنى يوروبا
مبنى يوروبا، هو مقر المجلس الأوروبي ومجلس الاتحاد الأوروبي، ويقع في شارع Rue de la Loi / Wetstraat في الحي الأوروبي في بروكسل عاصمة بلجيكا. وتتمثل السمة المميزة له في المبنى متعدد الطوابق «على شكل فانوس» الذي يضم قاعات الاجتماعات الرئيسية؛ تم اعتماد تمثيل من قبل كل من المجلس الأوروبي ومجلس الاتحاد الأوروبي كرموز رسمية لكل منهما.
يقع مبنى يوروبا في الموقع السابق للمجمع A الذي تم هدمه بشكل جزئي وتجديده في قصر الإقامة، وهو مجمع من المباني السكنية الفاخرة. يجمع شكله الخارجي بين واجهة آرت ديكو المدرجة للمبنى الأصلي الذي يعود تاريخه إلى عشرينيات القرن الماضي والتصميم المعاصر للمهندس المعماري فيليب سامين. يرتبط المبنى عبر ممرين سماويين ونفق خدمة مبنى جوستوس ليبسيوس المجاور، والذي يوفر مساحة مكتبية إضافية وغرف اجتماعات ومرافق صحفية.

## تاريخ المبنى

### البناء والاستخدام السابق: قصر الإقامة
بعد نهاية الحرب العالمية الأولى، طرح لوسيان كايسين وهو رجل أعمال من فالونيا، بالتعاون مع المهندس المعماري السويسري ميشيل بولاك [michel polak]، مخططات لمجمع من المجمعات السكنية الفاخرة للبرجوازية والأرستقراطية؛ يقع قصر الإقامة على أطراف حي ليوبولد في بروكسل. تتكون من خمس «مباني» (أ - هـ)، كان من المفترض أن تكون «بلدة صغيرة داخل مدينة» قادرة على تزويد سكانها بالمرافق في الموقع، بما في ذلك قاعة المسرح، وحوض السباحة، بالإضافة إلى الخدمات التجارية الأخرى مثل مطاعم ومصففي شعر. يهدف قصر الإقامة إلى معالجة النقص المزدوج في الممتلكات المناسبة وخدم المنازل للطبقات العليا بعد الدمار الذي حدث أثناء الحرب. تم وضع حجر الأساس لمبنى آرت ديكو في 30 مايو 1923 مع انتقال السكان الأوائل في عام 1927.
لم يكن للتطوير سوى نجاح تجاري قصير. عام 1940 تم إجبار المستأجرين على المغادرة،  حيث تم الاستيلاء على المبنى كمقر للجيش الألماني المحتل خلال الحرب العالمية الثانية. في سبتمبر 1944، بعد تحرير بروكسل، تم الاستيلاء على المبنى كمقر قيادة قوات الحلفاء الاستكشافية العليا (SHAEF) وسلاح الجو التكتيكي الثاني للقوات الجوية.
عام 1947 بعد نهابة الحرب اشترت الحكومة البلجيكية المجمع واستخدمت الكتلة A (المبنى الشمالي الشرقي على شكل حرف L) للمكاتب الإدارية. في نهاية الستينيات، كجزء من العمل على تحديث المنطقة أثناء إنشاء خط سكة حديد تحت الأرض أسفل شارع Rue de la Loi / Wetstraat، تم بناء واجهة ألمنيوم جديدة، وإغلاق شكل L، تحت إشراف ميشيل أبناء بولاك.
̩̩̩̩̩̩

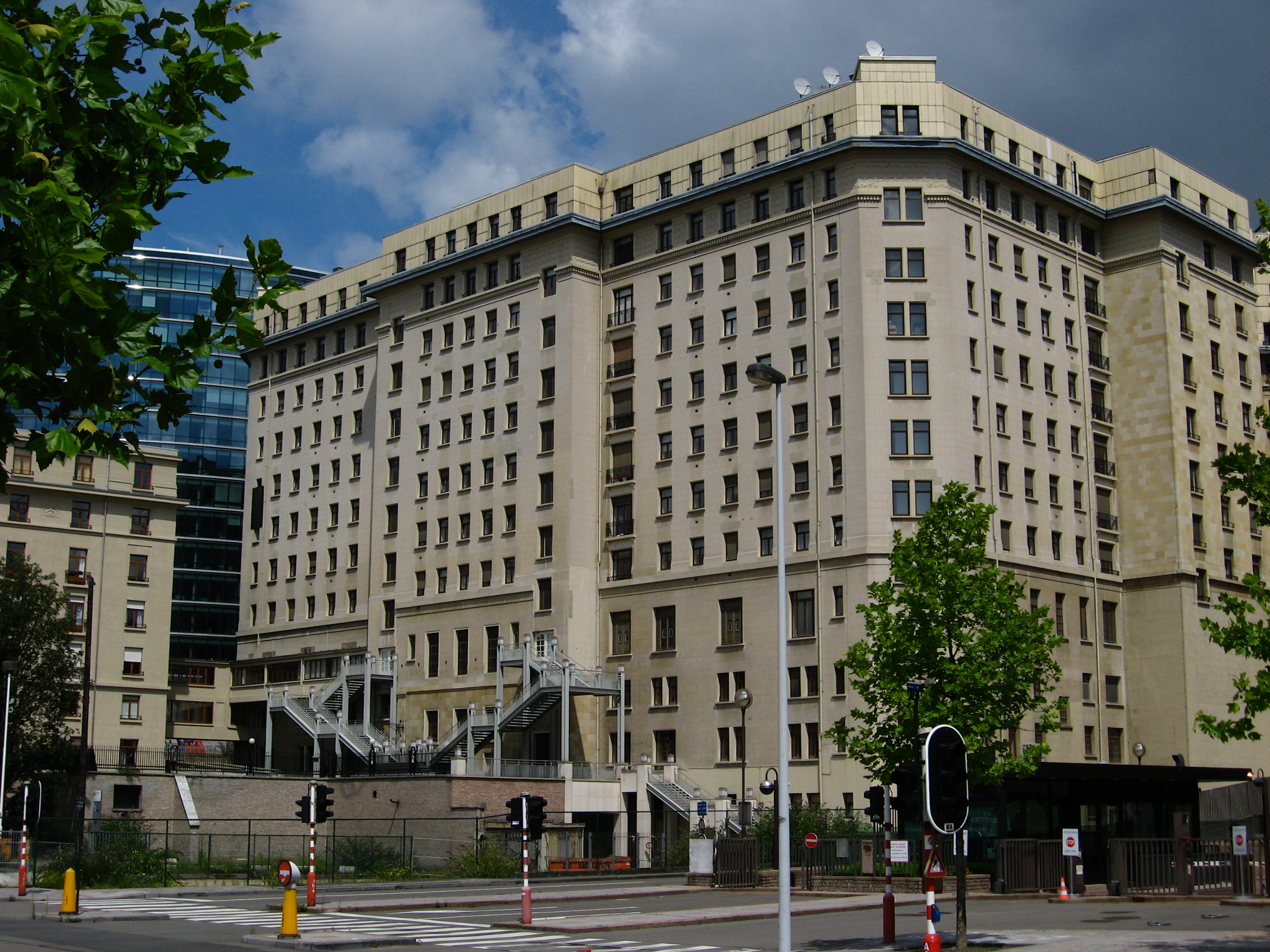
قصر الإقامة (بولاك وبيترز، 1922-1927)
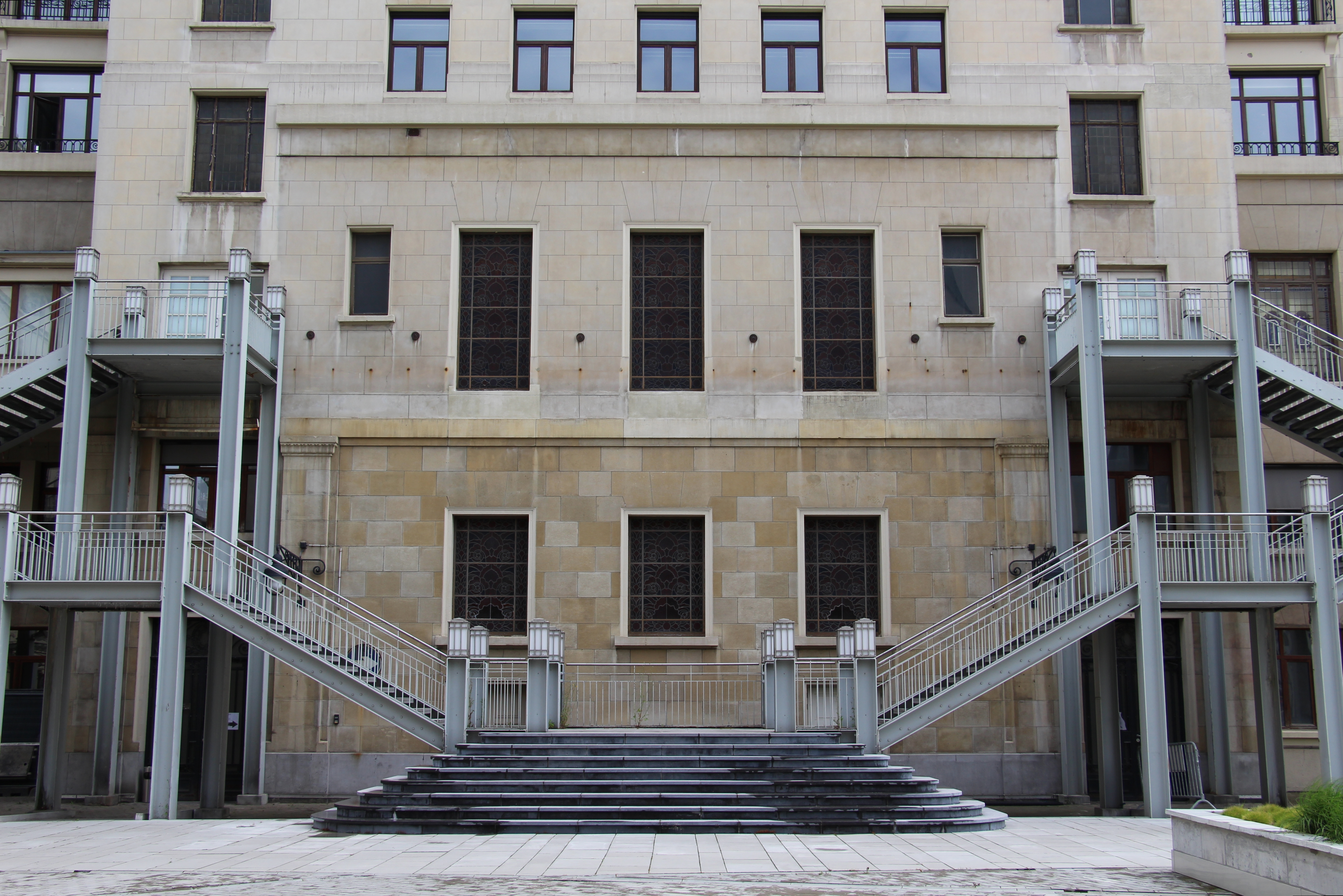
درج قصر الإقامة
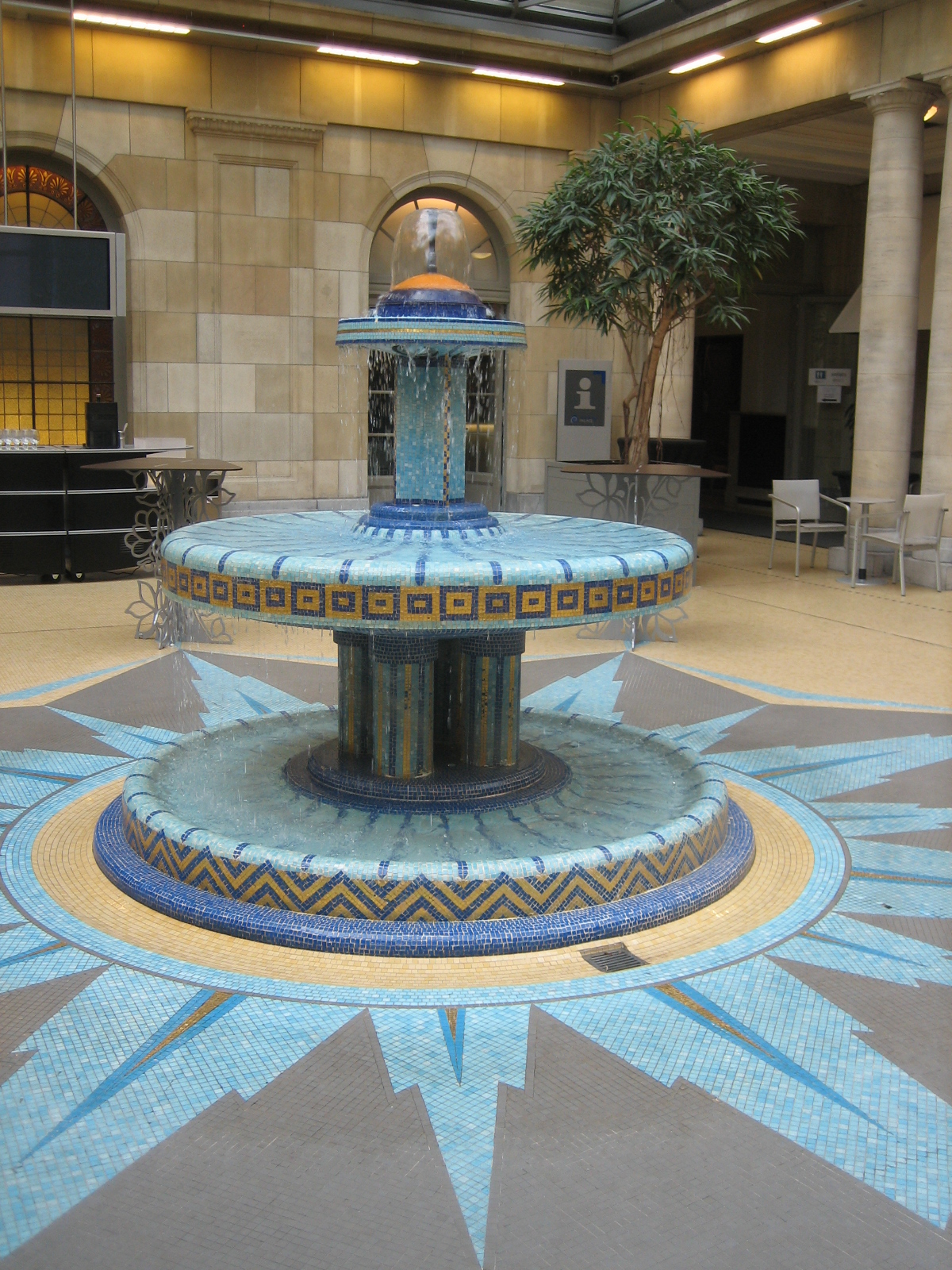
نافورة في قصر الاقامة

### تطوير الحي الأوروبي

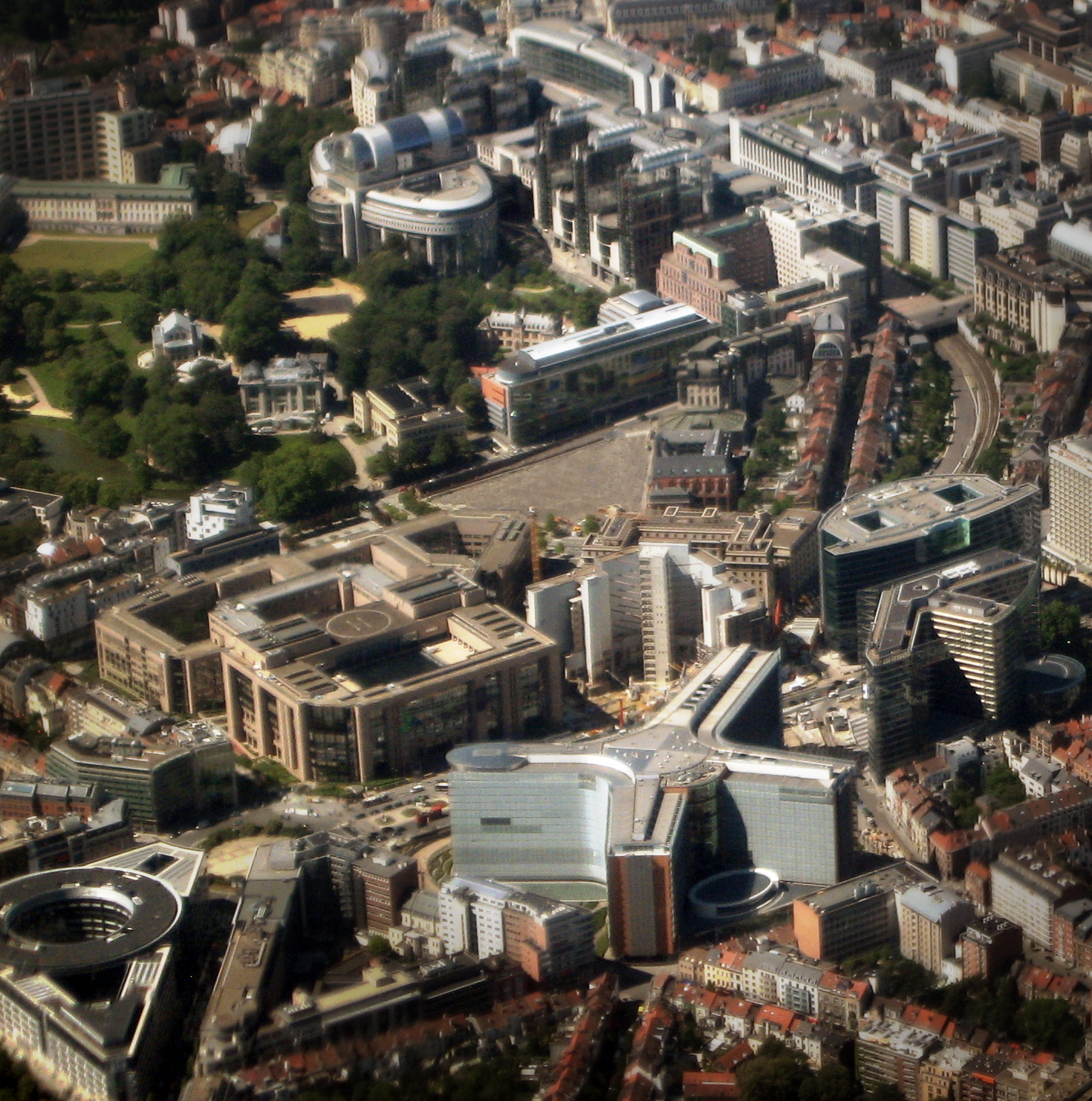
منظر جوي للربع الأوروبي

مع تطوير الحي الأوروبي في بروكسل، كافح مخططو المدينة لإيجاد مساحة مكتبية مناسبة لإيواء الموظفين والاحتياجات المتزايدة لمؤسسات الاتحاد الأوروبي الواقعة على مقربة من قصر الإقامة. في عام 1988، تم هدم الجزء الشرقي من قصر الإقامة (الكتلتان D و E) لإفساح المجال لبناء مبنى جوستوس ليبسيوس كمقر لمجلس الاتحاد الأوروبي.
في عام 2002، بدأ المجلس الأوروبي، وهو المنظمة التي تجمع رؤساء دول / حكومات الاتحاد الأوروبي معًا، في استخدام مبنى جوستوس ليبسيوس كموقع لهم في بروكسل. جاء ذلك في أعقاب التنفيذ المتقدم لقرار اتخذه القادة الأوروبيون أثناء التصديق على معاهدة نيس بالقيام بذلك في وقت تجاوز إجمالي عدد أعضاء الاتحاد الأوروبي 18 دولة عضو. قبل ذلك، كان مكان انعقاد قمم المجلس الأوروبي في الدولة العضو التي تولت الرئاسة الدورية لمجلس الاتحاد الأوروبي. أدى الوجود الإعلامي الدولي المتزايد الناتج في المنطقة إلى قيام الحكومة البلجيكية بتطوير الكتلتين C و B كموقع لمركزها الصحفي الدولي الجديد. كما تمت صيانة حمام سباحة ومسرح.
في عام 2004، قرر القادة أن المشاكل اللوجيستية التي خلقتها المرافق القديمة تستدعي بناء مكان جديد مصمم لهذا الغرض قادرًا على التعامل مع ما يقرب من 6000 اجتماع ومجموعات عمل ومؤتمرات قمة سنويًا. يجري هذا على الرغم من عدد من التجديدات لمبنى جوستوس ليبسيوس، بما في ذلك تحويل موقف سيارات تحت الأرض إلى غرف اجتماعات إضافية. اقترحت الحكومة البلجيكية كحل تحويل الكتلة A من قصر الإقامة إلى مقعد دائم جديد لمؤسستي الاتحاد الأوروبي. بموجب الصفقة، سيتم نقل الموقع من الحكومة البلجيكية إلى أمانة المجلس مقابل سعر رمزي قدره 1 يورو، مع تحمل المجلس تكاليف مشروع البناء اللاحق.

### تحول البناء أ إلى مبنى يوروبا

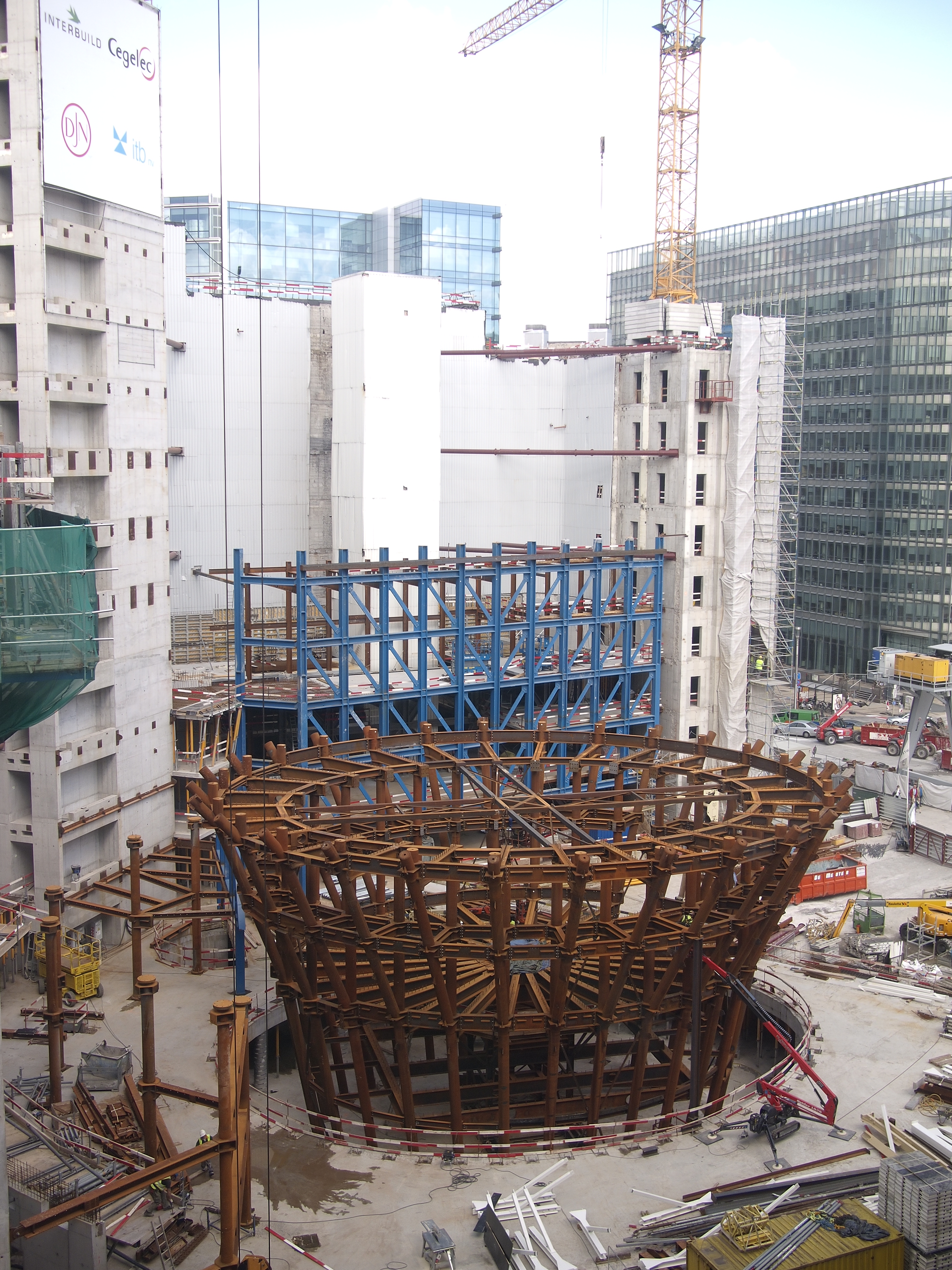
تشييد مبنى يوروبا عام 2012

تم فتح مسابقة لعموم قارة أوروبا لإعادة تصميم الكتلة A من قصر الإقامة بما يتناسب مع احتياجات المؤسسات. نظرًا لأن واجهات آرت ديكو الأصلية لمبنى قصر الإقامة قد تم إدراجها على أنها آثار تاريخية، فقد نصت قواعد المنافسة على أنه يجب الاحتفاظ بها. في عام 2005، أُعلن أن فريقًا يضم المهندس المعماري فيليب سامين وشركاه (مهندسين معماريين ومهندسين)، شريك رئيسي وتصميم، بالتعاون مع Studio Valle Progettazioni (مهندسين معماريين)، وبورو هابولد (مهندسين) قد نجحوا في تقديم التصميم الفائز.
تضمن التصميم (ما كان سيطلق عليه لاحقًا) مبنى يوروبا، وتم هدم امتداد الستينيات، وبناء ردهة زجاجية كبيرة تربط بين الجناحين اللذين تم تجديدهما للمبنى الأصلي المصمم على شكل حرف L في عشرينيات القرن الماضي. داخل الردهة كان من المقرر بناء هيكل «على شكل فانوس» يضم غرف الاجتماعات الرئيسية حيث ستجتمع وفود الاتحاد الأوروبي إلى المجلس الأوروبي ومجلس الاتحاد الأوروبي. نظرًا لرغبة قادة الاتحاد الأوروبي في أن يكون المبنى صديقًا للبيئة، تم تكييف التصميم ليشمل الألواح الشمسية على السطح وإعادة تدوير مياه الأمطار.
بدأت أعمال البناء في مبنى يوروبا في عام 2007، وكان من المقرر في الأصل الانتهاء من المبنى وافتتاحه بحلول عام 2012. ومع ذلك، بسبب النكسات والتعديلات على التصميم بعد تطور احتياجات المجلس الأوروبي كمؤسسة خلال إصلاحات معاهدة لشبونة، تم الانتهاء من المبنى في ديسمبر 2016.

## المميزات
السمة المميزة لمبنى أوروبا هي استخدام تركيبات لونية مذهلة صممها الرسام جورج مورانت. أراد المهندس المعماري الرئيسي، فيليب سامين، لكسر «التماثل» البصري لمباني الاتحاد الأوروبي الأخرى، لاعتقاده أن الاتحاد الأوروبي «لا يخدمه علمه الأزرق بنجومه الـ 12». علاوة على ذلك، كان يعتقد أنها «صورة لطيفة للغاية للأبراج المؤسسية والاجتماعية والثقافية المتعددة التي تشكل الضمير الأوروبي». قام فيليب سامين، المستوحى من جرأة علم «الرمز الشريطي» للمهندس الهولندي ريم كولهاس عام 2002، بتكليف شركة مورانت بعكس الرموز والأعلام الوطنية للدول الأعضاء البالغ عددها 28 دولة بنسبها وألوانها المتنوعة. تظهر تصميمات شركة مورانت المتعامدة للشبكة متعددة الألوان فوق الأسقف في غرف الاجتماعات والأبواب وأرضيات السجاد في غرف الاجتماعات، وكذلك في الممرات وغرفة الصحافة ومرافق تقديم الطعام والمصاعد. رأى فيليب سامينو مورانت في هذا كوسيلة ليس فقط لإضفاء المزيد من الضوء والجو الدافئ إلى المبنى، وخاصة في غرف الاجتماعات، والتي يجب أن تظل بلا نوافذ لأسباب أمنية، ولكن أيضًا لإنشاء رسالة مرئية، عن «الإبداع الدائم الجهد والنقاش السياسي» يليق باتحاد متعدد اللغات.

## معرض الصور

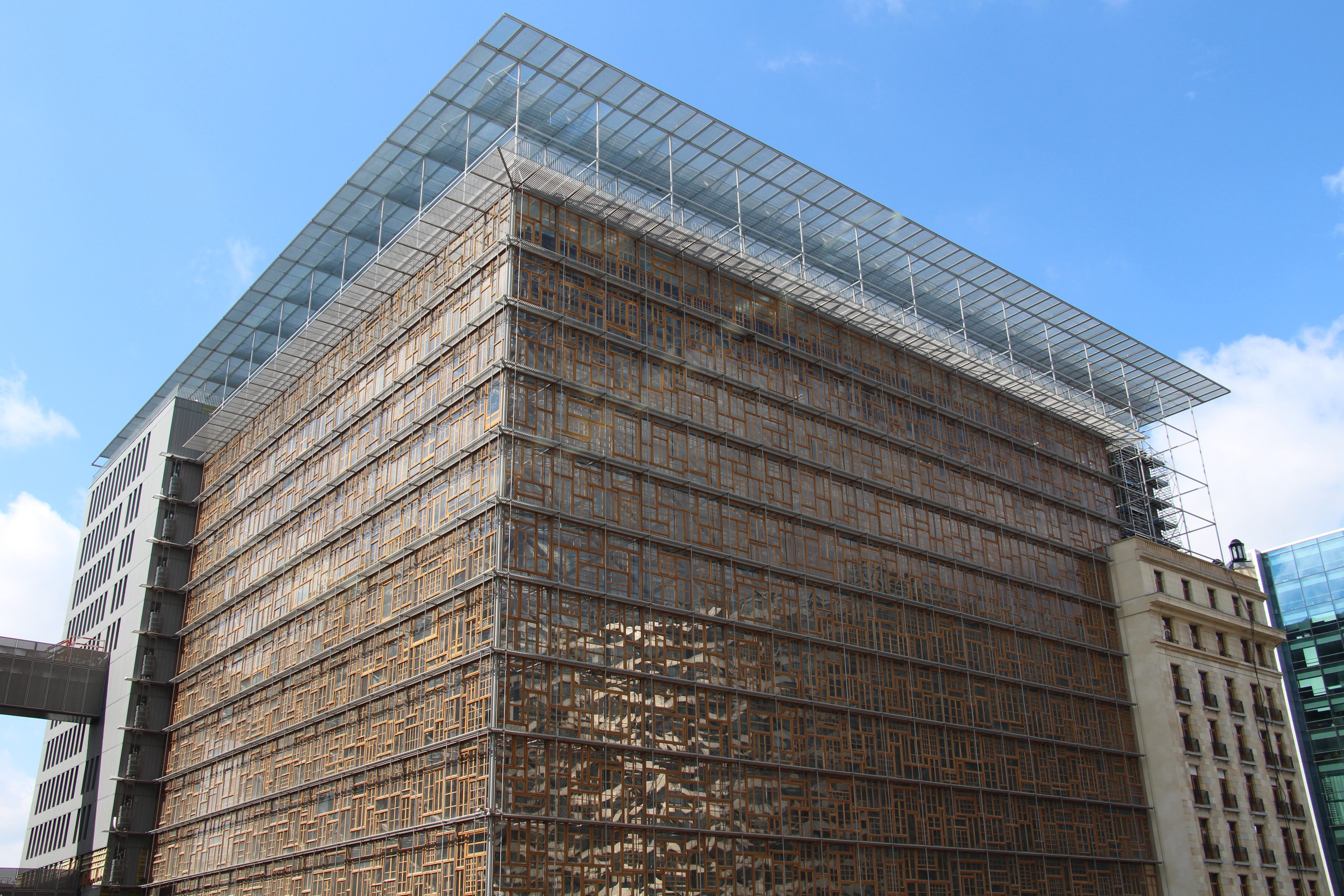
منظر خارجي لمبنى أوروبا قبل اكتماله
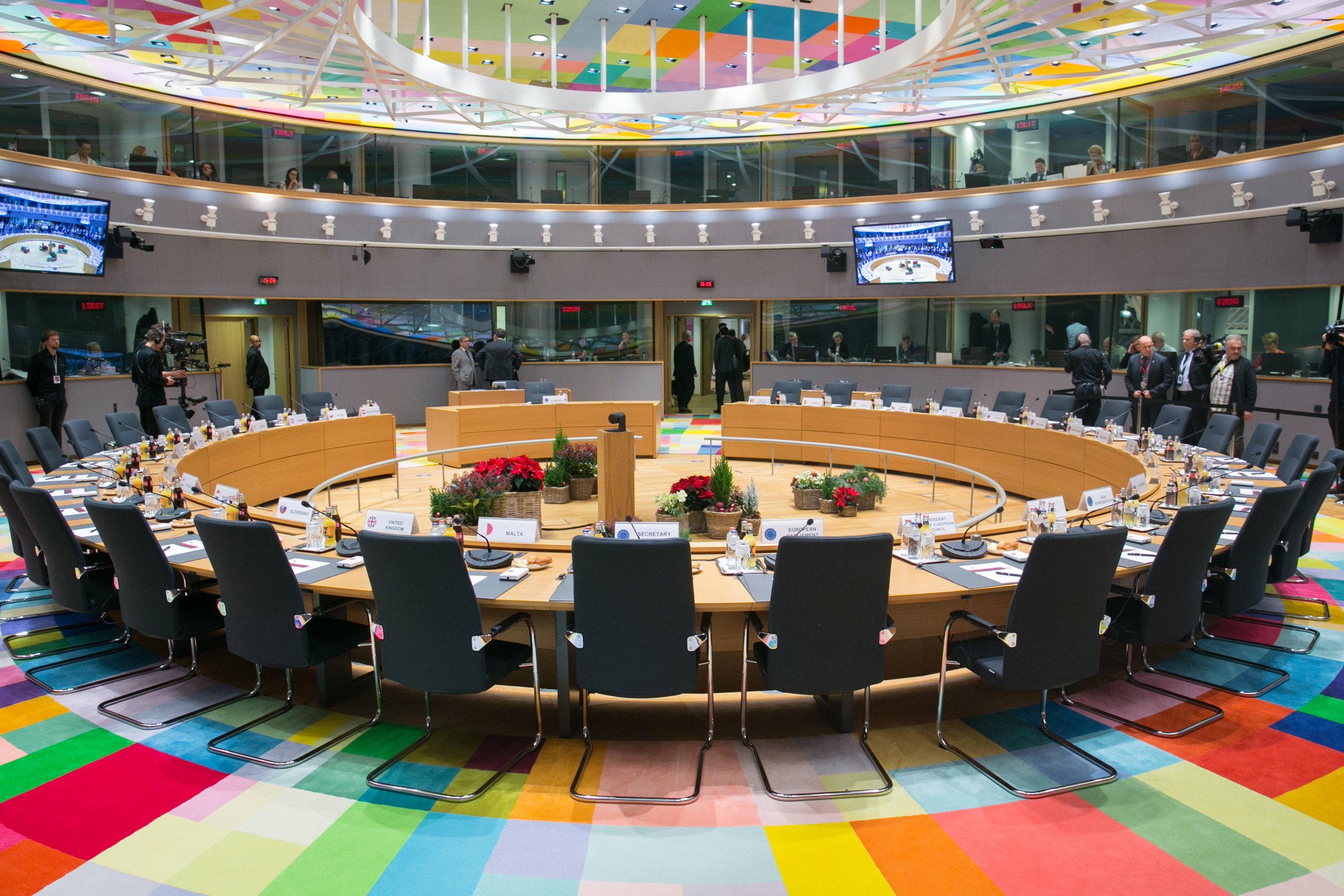
غرفة اجتماعات رئيسية تتميز بتركيبات لونية من تصميم جورج مورانت
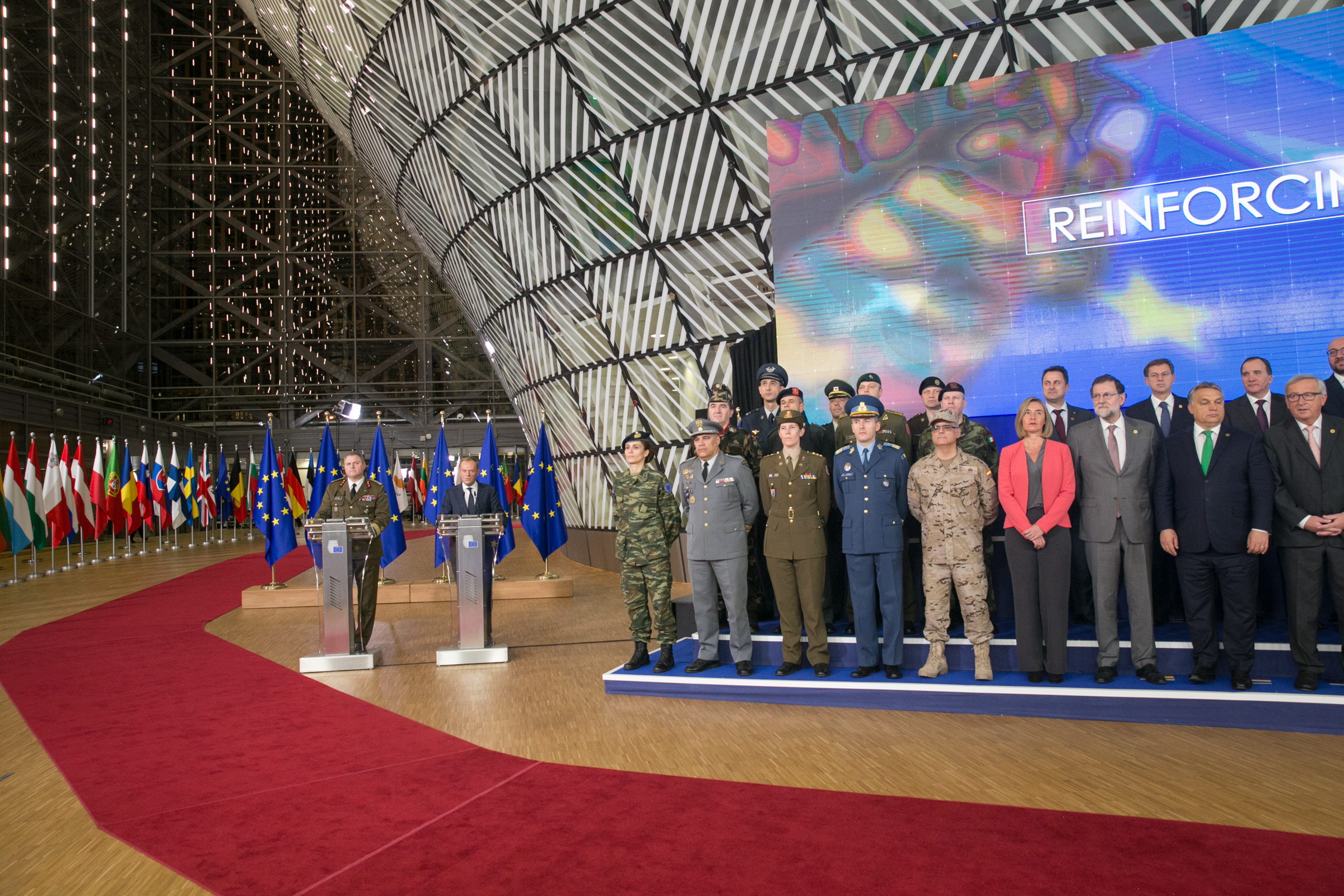
منظر داخلي لردهة المدخل الكبير يُظهر الهيكل "على شكل فانوس"
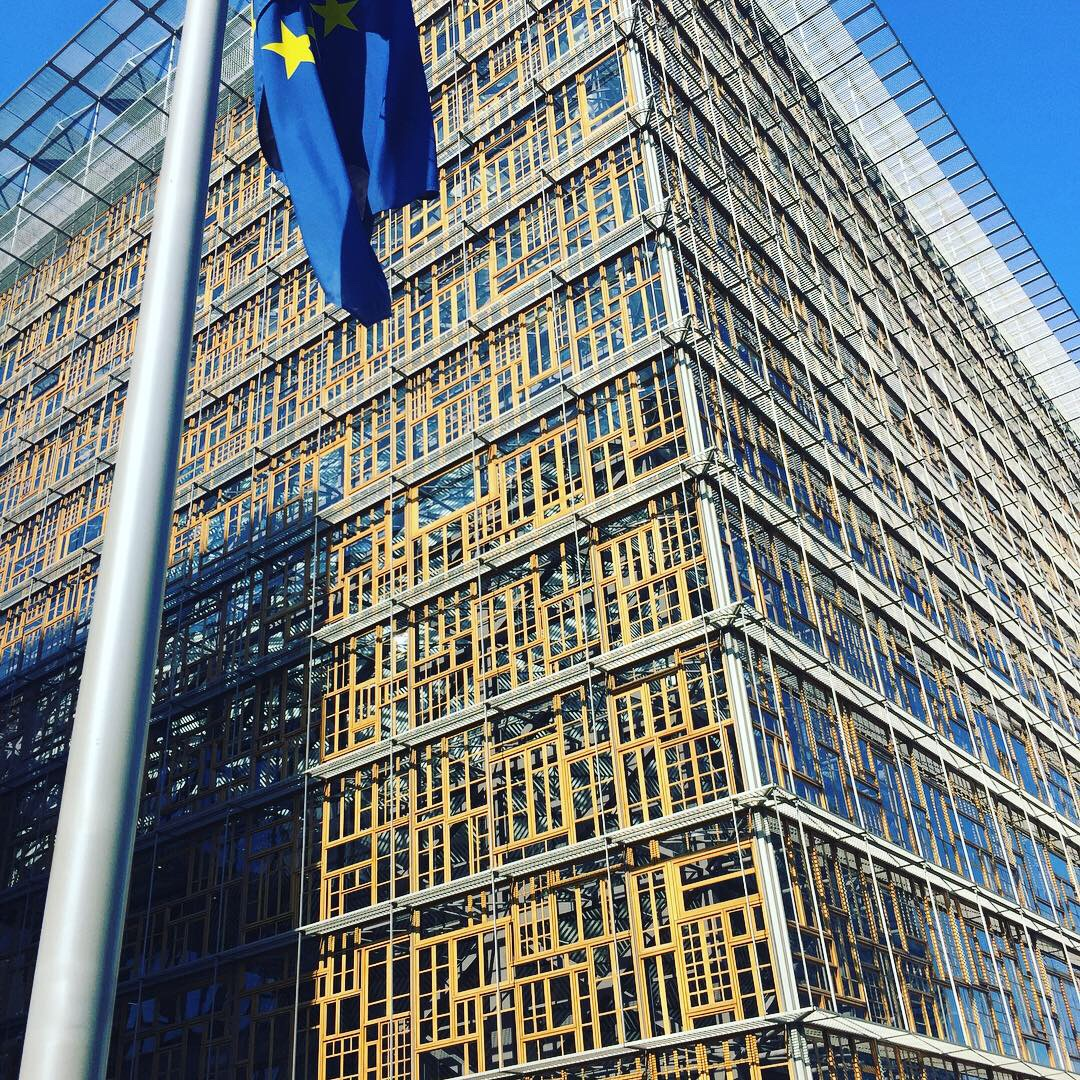
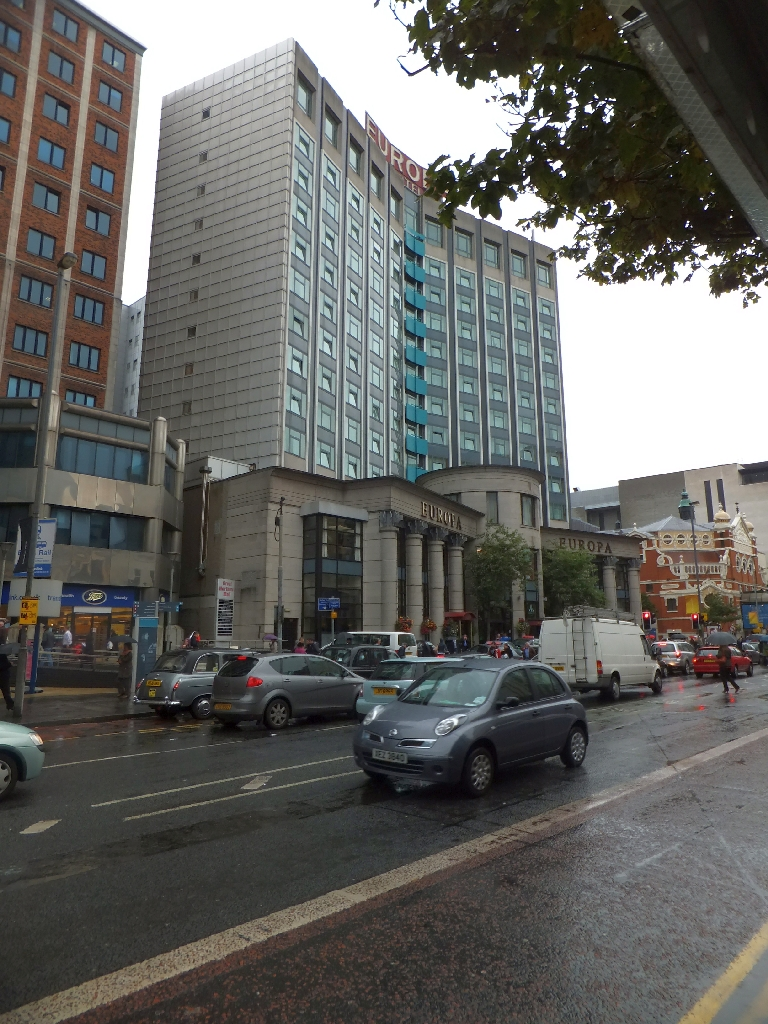
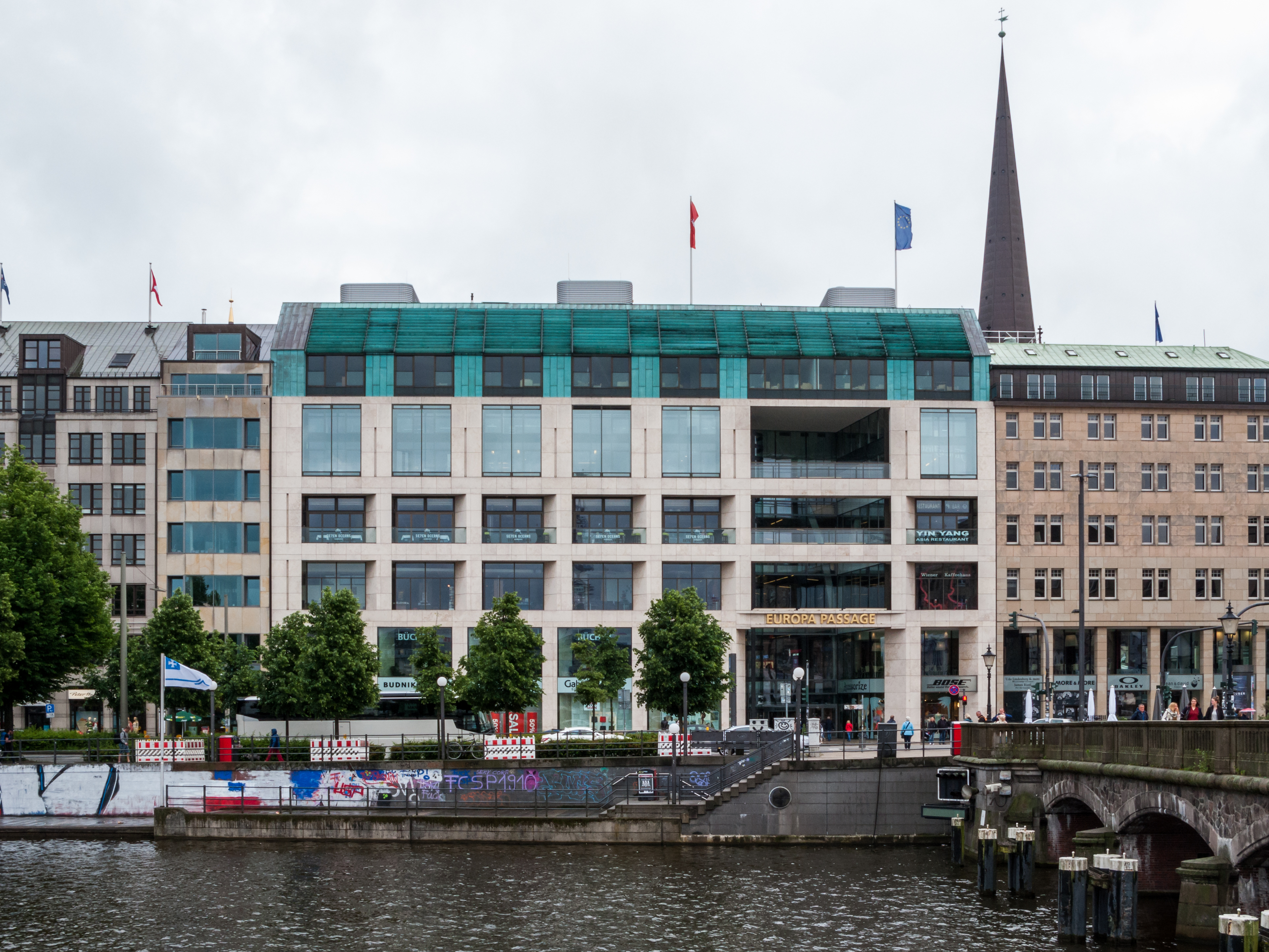
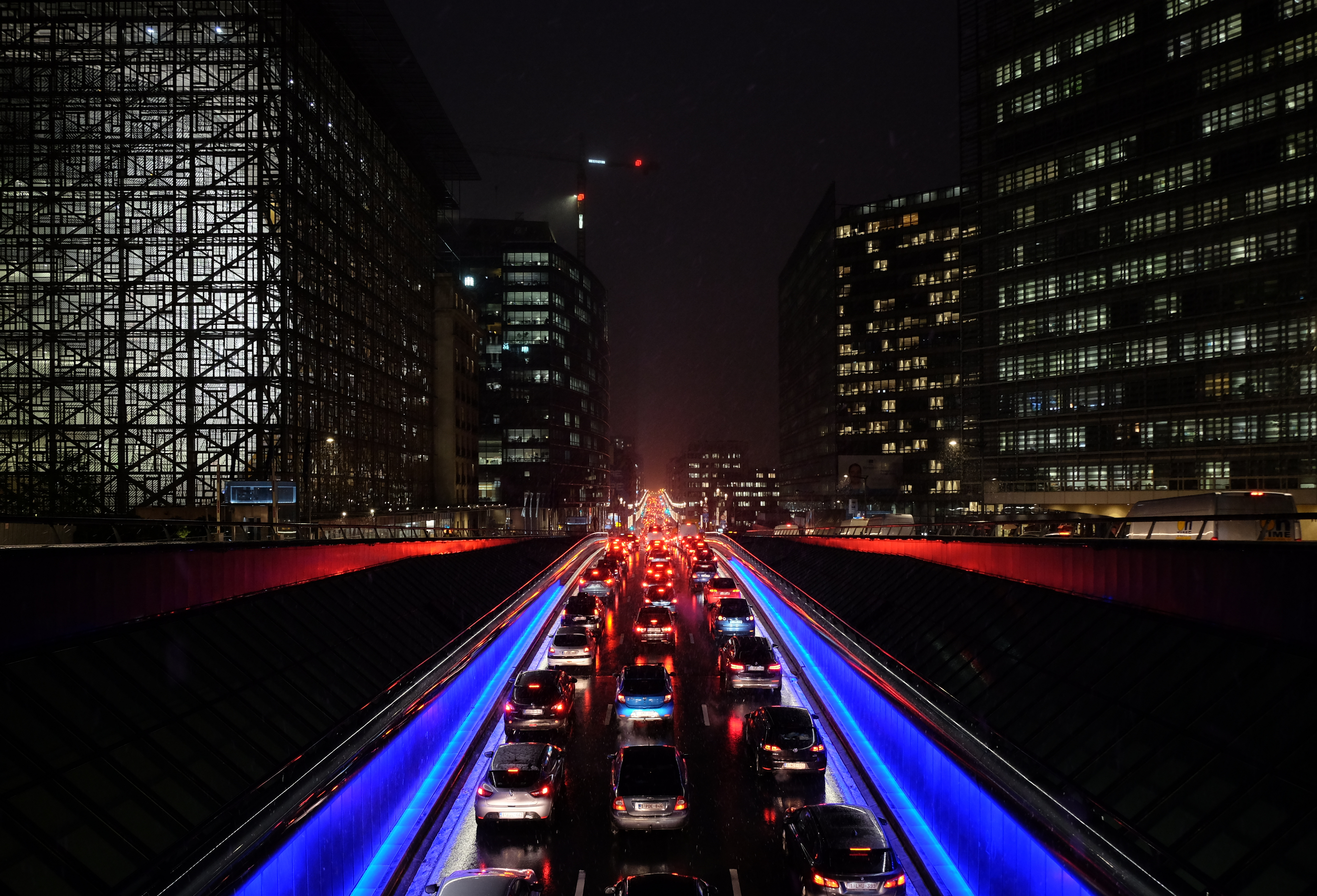
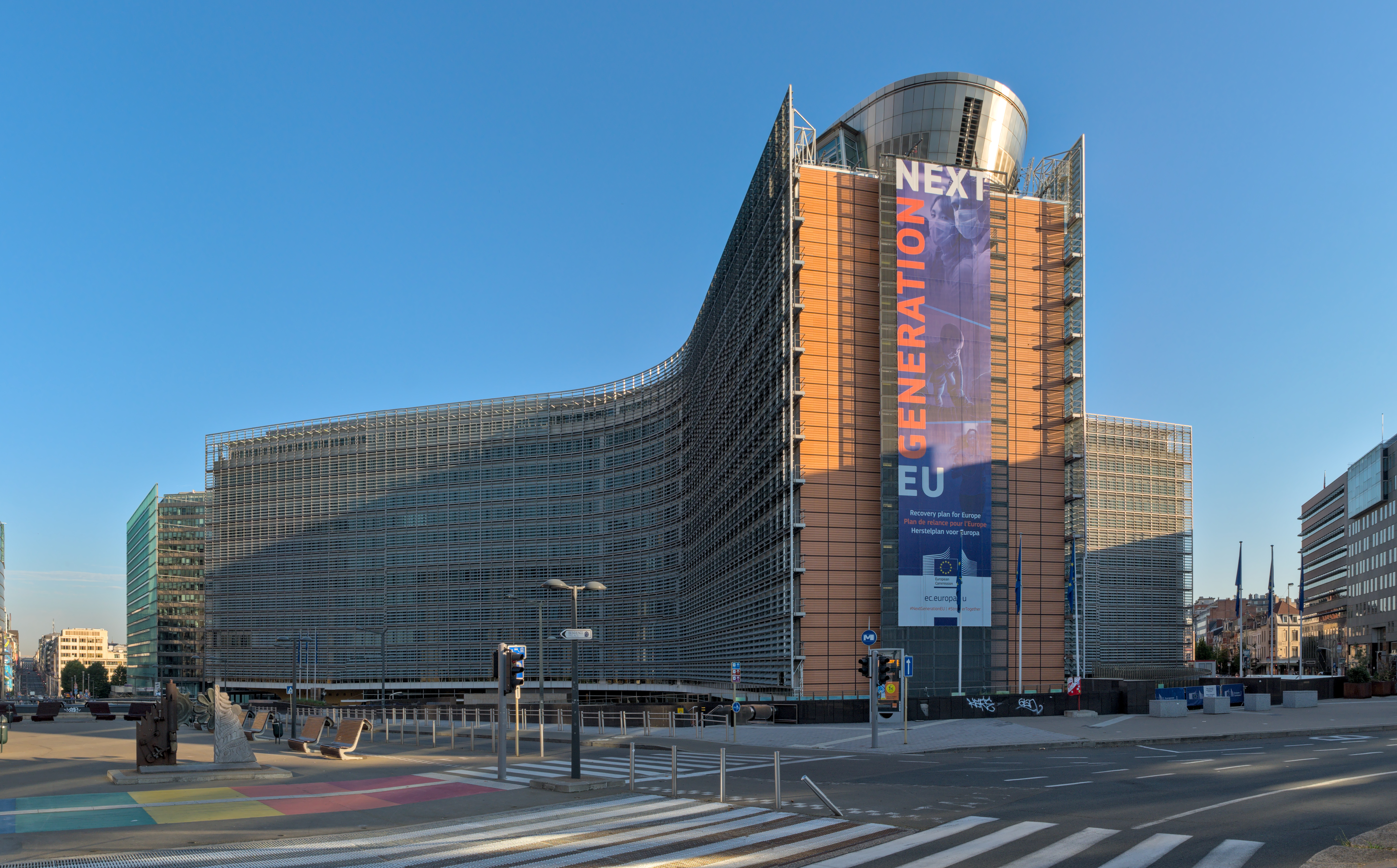
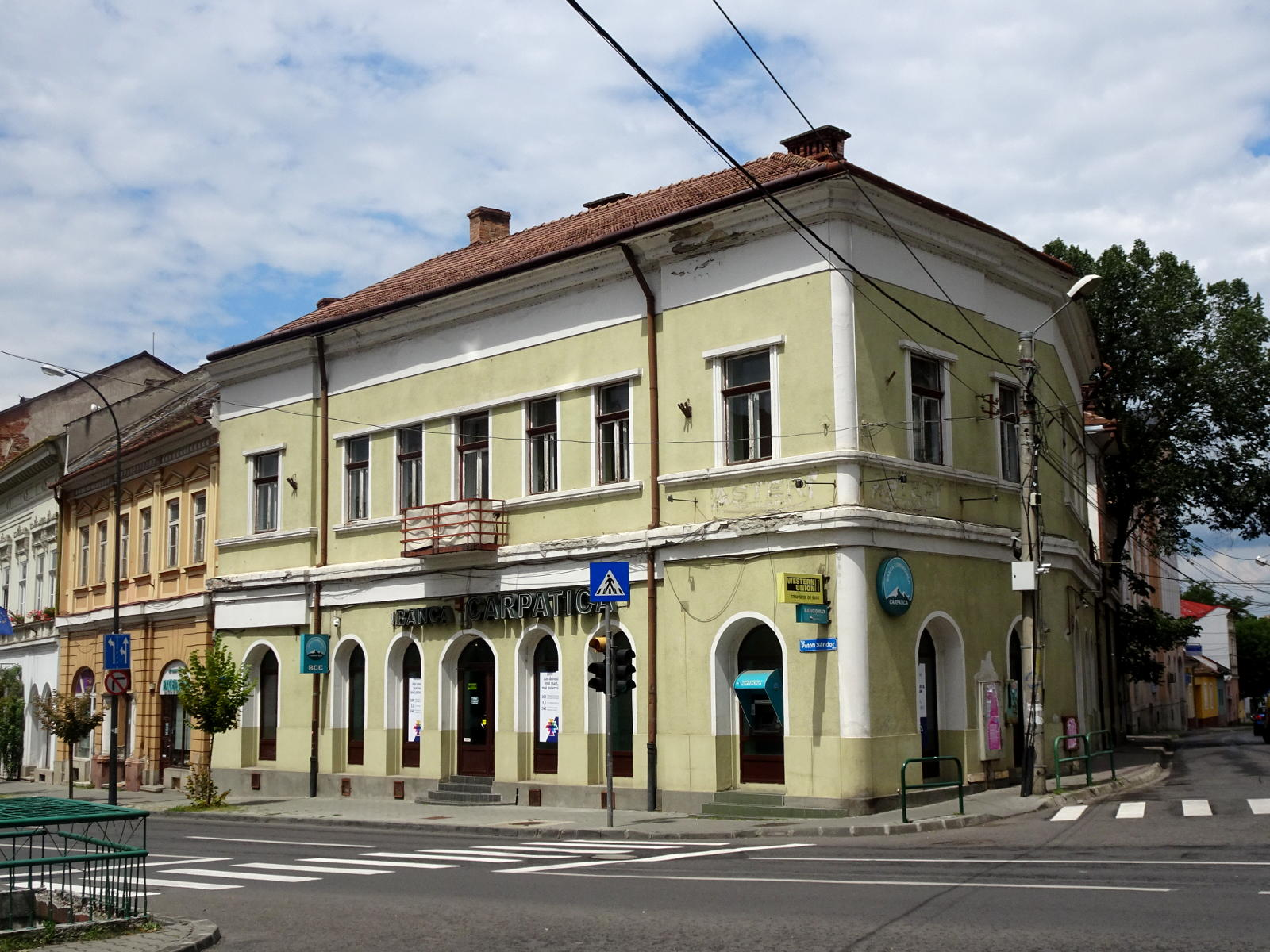
RO MS Former Europa Hotel 1

## روابط خارجية
- معلومات عن مبنى يوروبا على موقع مجلس الاتحاد الأوروبي والمجلس الأوروبي
- نتيجة المنافسة المعمارية لإعادة هيكلة بلوك أ من مبنى قصر الإقامة ليستخدمه المجلس الأوروبي
- مبنى يوروبا  على موقع ستركتر